# Extinction
Extinction (bra: Extinção) é um filme norte-americano de 2018, dos gêneros suspense e ficção científica, dirigido por Ben Young.

## Elenco
- Michael Peña ...... Peter[2]
- Lizzy Caplan ...... Alice[2]
- Mike Colter ...... David[2]
- Amelia Crouch ...... Hanna[2]
- Erica Tremblay ...... Lucy[2]
- Israel Broussard ...... Miles[2]
- Lex Shrapnel ...... Ray[2]
- Emma Booth ...... Samantha[2]
- Lilly Aspell ...... Megan[2]

## Sinopse
Sonhando recorrentemente com a perda da sua família, um homem vê seus pesadelos se tornarem realidade quando o planeta é invadido por uma força brutal e destrutiva. Ele luta pela vida e para proteger sua família, descobrindo dentro de si uma força desconhecida capaz de manter todos que amam a salvo.

## Enredo
Peter (Michael Peña) é um engenheiro elétrico e pai de família que tem sofrido com pesadelos recorrentes envolvendo uma invasão alienígena que aniquila a raça humana. Os sonhos o perturbam ao ponto de se tornar um pai ausente.[carece de fontes?]
Após uma festa em seu apartamento, Peter vê seus pesadelos se tornarem realidade conforme naves alienígenas descem à cidade e criaturas humanoides vestidas com roupas de batalha massacram todos os terráqueos que encontram. Durante a fuga, Peter consegue subjugar um alienígena e rouba sua arma. Depois de examiná-la, ele consegue ativá-la e se defende com ela.[carece de fontes?]
Peter consegue se refugiar num túnel com sua esposa Alice (Lizzy Caplan) e suas filhas Hanna (Amelia Crouch) e Lucy (Erica Trembla), de onde planeja seguir para seu local de trabalho, que fica em cima de um grande complexo subterrâneo. Contudo, Alice é gravemente ferida quando a entrada do túnel é atacada por uma nave. Além disso, o alienígena que Peter derrotou recobra a consciência, rastreia sua arma e encontra a família. Peter consegue derrotar o ser uma segunda vez e fica chocado ao descobrir que por debaixo da vestimenta há uma criatura humana (Israel Broussard ).[carece de fontes?]
Peter toma o alien como refém e o obriga a carregar Alice até o complexo. Lá, ele é recebido por seu chefe David (Mike Colter), que demonstra ter conhecimento prévio de que a invasão aconteceria. O alienígena é levado para execução, mas diz que pode salvar Alice. Peter permanece com ele e Alice na superfície enquanto David, Hanna, Lucy e centenas de sobreviventes partem para um trem que os levará para um local seguro. Conforme o alienígena trata Alice, Peter fica chocado ao descobrir que ela é um robô. Logo depois, o alien revela que na verdade Peter é um robô também e sua fonte de energia pode salvá-la. Enquanto o alien realiza a "transfusão", Peter desmaia e revive seus pesadelos, que na verdade são memórias.[carece de fontes?]
Eles revelam que Peter e Alice um dia foram robôs serviçais conhecidos como "sintéticos" e que eventualmente uma guerra irrompeu entre as máquinas e os humanos, as primeiras por cansarem de serem tratadas como escravas e os segundos por medo de perderem seu lugar no mundo. A batalha resultou nos humanos tento de abandonar a Terra para se refugiarem em Marte. É revelado ainda que Hanna e Lucy também são sintéticas, mas tinham pais humanos, que foram mortos por robôs.[carece de fontes?]
Quando Peter volta a si, o humano se apresenta como Miles e se separa do casal, que consegue alcançar David e suas filhas. Todos embarcam em segurança e escapam. David explica que, após a guerra, quase todos os sintéticos tiveram suas memórias apagadas para que não sofressem com a culpa de terem massacrado humanos, tampouco com a tensão de que um dia eles voltariam à Terra. Só ele e alguns poucos sintéticos tiveram as memórias mantidas, para que pudessem se preparar para o retorno da raça humana. Enquanto o trem adentra o interior de uma serra, Peter se pergunta se um dia máquinas e humanos não poderão viver em harmonia.[carece de fontes?]